# (5834) Kasai
(5834) Kasai est un astéroïde de la ceinture principale.

## Description
(5834) Kasai est un astéroïde de la ceinture principale. Il fut découvert le 28 septembre 1992 à Kushiro par Seiji Ueda et Hiroshi Kaneda. Il présente une orbite caractérisée par un demi-grand axe de 2,89 UA, une excentricité de 0,10 et une inclinaison de 10,3° par rapport à l'écliptique.

## Compléments